# Koninklijke Joh. Enschedé

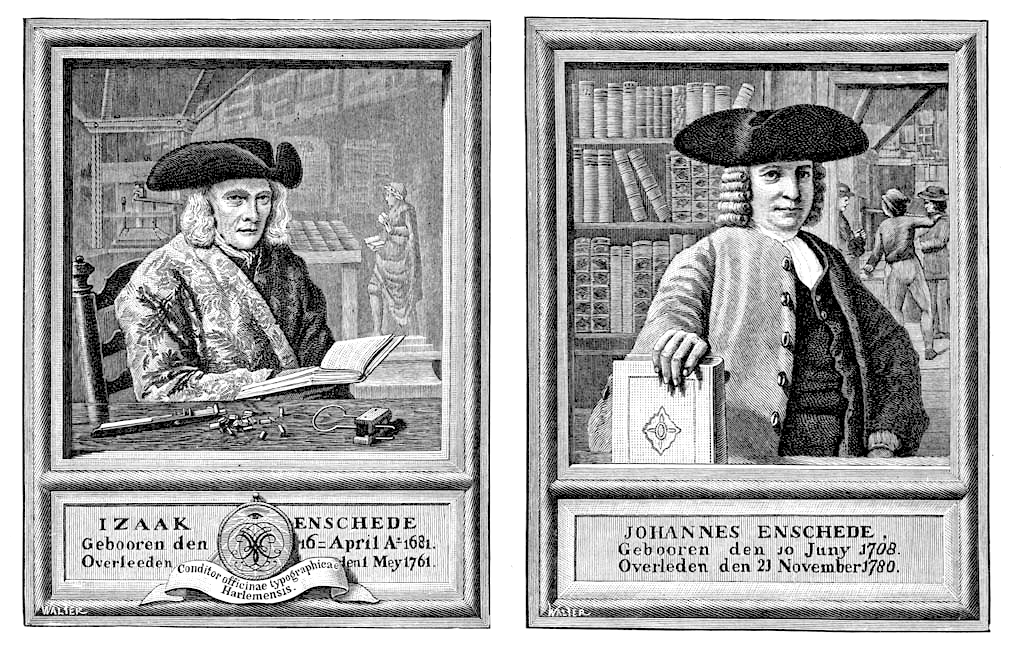
Izaak en Johan Enschedé

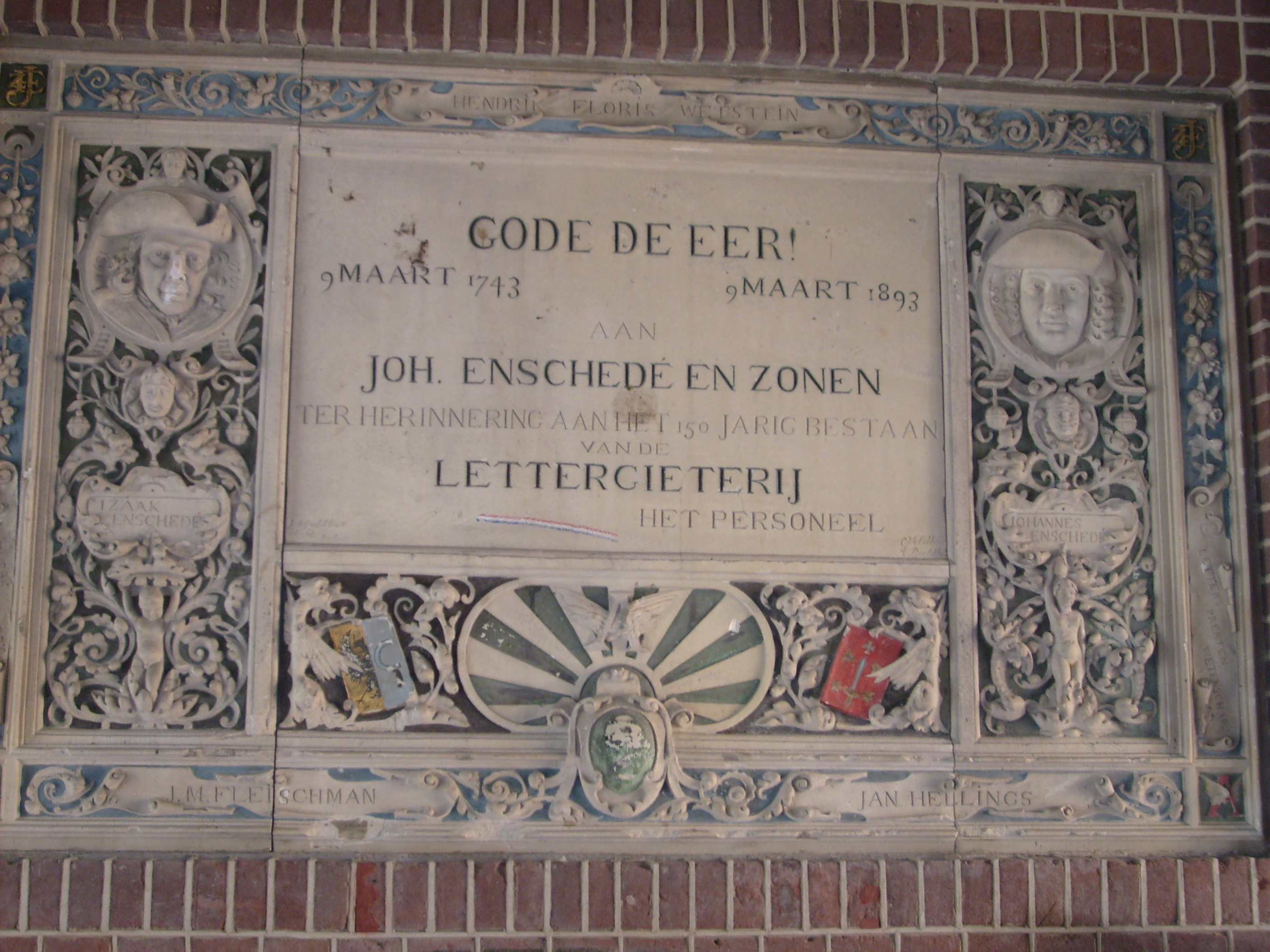
Gedenksteen Joh. Enschedé aan het Klokhuisplein in Haarlem, gemaakt door Gerrit Veldheer.

Koninklijke Joh. Enschedé is een drukkerij voor het produceren van postzegels, waardepapieren en beveiligde waardedocumenten en is gevestigd te Haarlem. Tot eind 2016 fabriceerde de Haarlemse drukker Joh. Enschedé ook de drukorder van bankbiljetten die sinds 2012 integraal naar Duitsland en Groot-Brittannië gaat ten gevolge van een grote Europese aanbesteding.

## Geschiedenis
Op 21 juni 1703 trad Izaak Enschedé toe tot het gilde van boekdrukkers in Haarlem. Zijn drukkerij was al snel actief in het drukken van boeken met bijzondere lettertekens, zoals Hebreeuws, braille, muziek en wetenschappelijke notaties. Daarvoor had hij een eigen lettergieterij en ook kocht hij veel andere lettergieterijen op. J.M. Fleischmann ontwierp voor het bedrijf een muziekschrift dat het graveren van muziek moest vervangen, maar het bleek economisch niet haalbaar. Van 1737 tot 1940 gaf het bedrijf de Opregte Haarlemsche Courant uit. In de 19e eeuw ontwikkelde het drukmethoden voor Javaans en Japans schrift. Letterontwerper Jan van Krimpen ontwierp het lettertype Lutetia, waarmee het bedrijf in 1925 internationale prijzen won. Sem Hartz en Bram de Does zijn andere bekende ontwerpers die bij Enschedé in dienst waren. In 1991 richtte Peter Matthias Noordzij The Enschedé Font Foundry op, waar tegenwoordig nog lettertypes worden uitgegeven.
In 1769 drukte Joh. Enschedé obligaties voor de gemeente Haarlem en in de jaren daarna steeds meer waardepapieren. In 1810 drukte het bedrijf voor het eerst bankbiljetten, voor Nederlands Oost- en West-Indië. Voor de beveiliging werd het muziekschrift van Fleischmann gebruikt. In 1866 drukte het de tweede emissie Nederlandse postzegels. Sindsdien worden alle Nederlandse postzegels hier gedrukt. Maar ook andere landen, waaronder Groot-Brittannië, laten hier hun postzegels drukken. In de 20e eeuw werkte men samen met de staatsdrukkerij Sdu voor het drukken van paspoorten en rijbewijzen. Daarnaast drukte het bedrijf onder andere distributiebonnen, schoolplaten, boekenbonnen en reclamedrukwerk.
De Nederlandse bankbiljetten raakten internationaal bekend om hun beveiliging, vooruitstrevende vormgeving en kleurigheid. Na de invoering van de euro drukt Joh. Enschedé eurobankbiljetten in opdracht van De Nederlandsche Bank. Joh. Enschedé was anno 2005 nog gedeeltelijk eigendom van de familie Enschedé en gedeeltelijk van NPM Capital. Tot in de jaren 1990 was ook een lid van de familie Enschedé directeur. In het kader van de digitale technologieën richtte het in 1999 een aparte divisie op, Joh. Enschedé Security Solutions, voor het werken aan digitale echtheidskenmerken. Begin februari 2011 maakte De Nederlandsche Bank bekend dat de Nederlandse eurobiljetten voortaan gedrukt zullen worden door de Duitse drukkers Bundesdruckerei en Giesecke & Devrient en de Britse drukker De La Rue International.
In januari 2014 nam investeringsmaatschappij Nimbus een aandelenbelang van 95% in het bedrijf. De resterende 5% bleef in handen van de familie. Het bedrijf had acute financiële problemen, onder meer omdat een grote opdracht van de Deutsche Bundesbank was uitgesteld. Personeel werd gevraagd om vakantiegeld in te leveren om zo het ontslag van 200 medewerkers te voorkomen. Joh. Enschedé behaalde in 2012 een omzet van 55 miljoen euro.
Over 2014 maakte Joh. Enschedé voor het eerst sinds jaren weer winst. Mede door een gedeeltelijke kwijtschelding van bankschuld werd in 2014 een winst van 23 miljoen euro gerealiseerd. In 2013 leed de drukker nog een verlies van 13,7 miljoen euro. Met huisbankier ING werd een nieuw financieel plan ontwikkeld om de continuïteit veilig te stellen. Joh. Enschedé heeft verder flink gereorganiseerd, waarbij het personeelsbestand in 2014 terugliep van 260 naar 190 FTE's.
In februari 2016 deden politie en het Openbaar Ministerie onderzoek naar de mogelijke diefstal van bankbiljetten. Hoeveel geld er is gestolen moet het onderzoek uitwijzen. Gedurende twee jaren zouden medewerkers van de drukkerij bankbiljetten van vijftig euro, met en zonder serienummer, hebben meegenomen. Het bedrijf drukt bankbiljetten voor meer dan 70 landen en kan per jaar circa twee miljard biljetten leveren. In december 2016 besloot het bedrijf niet langer bankbiljetten te drukken waarbij een aanzienlijk deel van de banen verdwijnen. Er is veel overcapaciteit en de onderneming wil de focus leggen op andere producten als postzegels, visa en belastinglabels.
In 2018 nam Joh. Enschedé een meerderheidsbelang in het Nederlandse technologiebedrijf AntTail. Dit bedrijf uit Utrecht verleent diensten op het gebied van het monitoren van verzendingen, met behulp van sensoren en services rond het registreren en valideren van verzendingen. AntTail werkt vooral voor de geneesmiddelenbedrijven, waar veel vervalsing van medicijnen en grondstoffen voorkomt en een hoge kwaliteit uitermate belangrijk is. Deze kennis en ervaring is ook voor Joh. Enschedé nuttig.
In 2021 maakte Joh. Enschedé een nettowinst van 1,6 miljoen euro en telde het 70 medewerkers.
In april 2023 nam het Amerikaanse bedrijf Authentix de aandelen Joh. Enschedé over van Nimbus. Nimbus was vanaf 2014 meerderheidsaandeelhouder. Joh. Enschedé blijft een zelfstandig bedrijf, maar gaat wel nauw samenwerken met de Authentix-groep om de marktpositie te verstevigen en harder te groeien door gebruik te maken van de verkoopkanalen van de groep.

## Vestiging

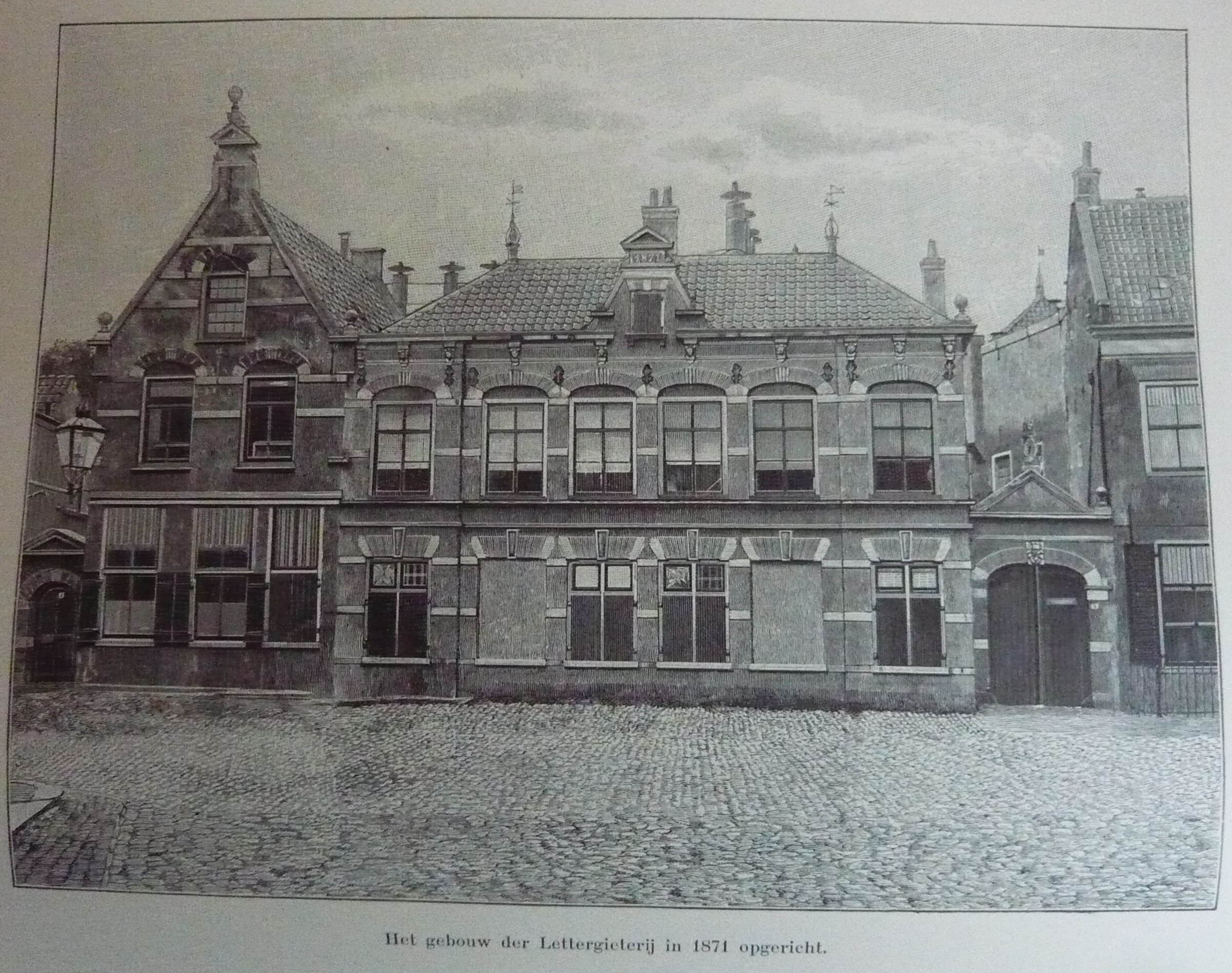
Enschede-Lettergieterij op het Klokhuisplein

Het bedrijf is bijna 300 jaar lang gevestigd geweest aan het Klokhuisplein vlak bij de Grote Markt in de Haarlemse binnenstad, maar verhuisde in de jaren 1980 naar het industrieterrein Waarderpolder aan de rand van de stad. Het bedrijf heeft een grote collectie van zijn oude producten en ontwerpen bewaard.